# Crime au concert Mayol
Crime au concert Mayol é um filme policial francês dirigido por Pierre Méré e lançado em 1954. Estrelam Claude Godard, Jean-Pierre Kérien e Daniel Clérice. O filme se passa no Concert Mayol em Paris, um cabaré que se tornou conhecido por seus shows de striptease após a Segunda Guerra Mundial. O filme intercala entre números musicais no local e as investigações dos detetives fora do palco.

## Sinopse
No Concerto Mayol, a dançarina Mado é vítima de envenenamento; levada ao hospital, ela escapou com vida. O inspetor Millon lidera a investigação. Suspeita-se de Grumeau, frequentador assíduo do espetáculo e apaixonado por Mado. Depois é a dançarina Lydia que morre no camarim de Mado com uma bala nas costas. O Inspector Million está encarregado da investigação mas a tarefa revela-se muito complicada porque há muitos suspeitos. Um deles é Max, cantor, novo na trupe mas já muito próximo de uma das duas vítimas...

## Elenco
| Ator               | Personagem       |
| ------------------ | ---------------- |
| Claude Godard      | Mado             |
| Daniel Clérice     | Max              |
| Jean-Pierre Kérien | Inspetor Million |
| Robert Berri       | Fred             |
| Jean Tissier       | Sr. Grumeau      |
| Célia Cortez       | Lydia            |
| Jean Daurand       | Bill             |
| Paul Demange       | Nestor           |
| Fernand Gilbert    | O empresário     |
| Christian Lude     | O médico         |
| Gina Manès         | O concierge      |
| Betty Beckers      |                  |
| Maurice Derville   |                  |
| Albert Dinan       |                  |
| Julien Maffre      |                  |
| Marcel Portier     |                  |
| Valérie Vivin      |                  |
| Ariane Lancell     | A dançarina      |
| Paul Ensia         | O diretor        |
| Charles Roy        | O comissário     |
| Georges Sauval     | O vizinho        |
| Magda              | A bela Magda     |
| Jane D'Yvoire      |                  |
| Michèle Ginesty    |                  |
| Monique Vivian     |                  |

## Locais de filmagem
- Rue du Faubourg-Saint-Denis, Rue de l'Échiquier, Boulevard de Estrasburgo, Passage de l'Industrie

## Lançamento
Crime au concert Mayol foi lançado na França em 19 de julho de 1954. Foi lançado no ano seguinte em outros países da Europa, e em 1º de fevereiro de 1961 nos Estados Unidos.